# Farmacia Centrale (Leeuwarden)
La Farmacia Centrale (Centraal Apotheek in olandese) è uno storico edificio della città frisona di Leeuwarden nei Paesi Bassi.

## Storia
L'edificio venne eretto tra il 1904 e il 1905 secondo il progetto di Gerhardus Berend Broekema su commissione del farmacista Feteris, entrambi originari di Kampen. L'edificio è stato restaurato nel 2002.

## Descrizione
L'edificio, di stile art nouveau, occupa un lotto d'angolo tra la Voorstreek e la Tuinen. Presenta aperture variamente conformate, alcune delle quali ad arco, balconi e una torretta angolare. Il rivestimento è principalmente in mattone smaltato giallo.
Sulla facciata rivolta a ovest trova spazio un tableau di piastrelle policrome raffigurante Igea, la dea greca della salute. Ella tiene in alto tra le mani il serpente di Asclepio e una coppa. Al di sopra figura l'insegna "Centraal Apotheek". Sulla grondaia si stagliano, invece, due statue d'uccello.

## Galleria d'immagini

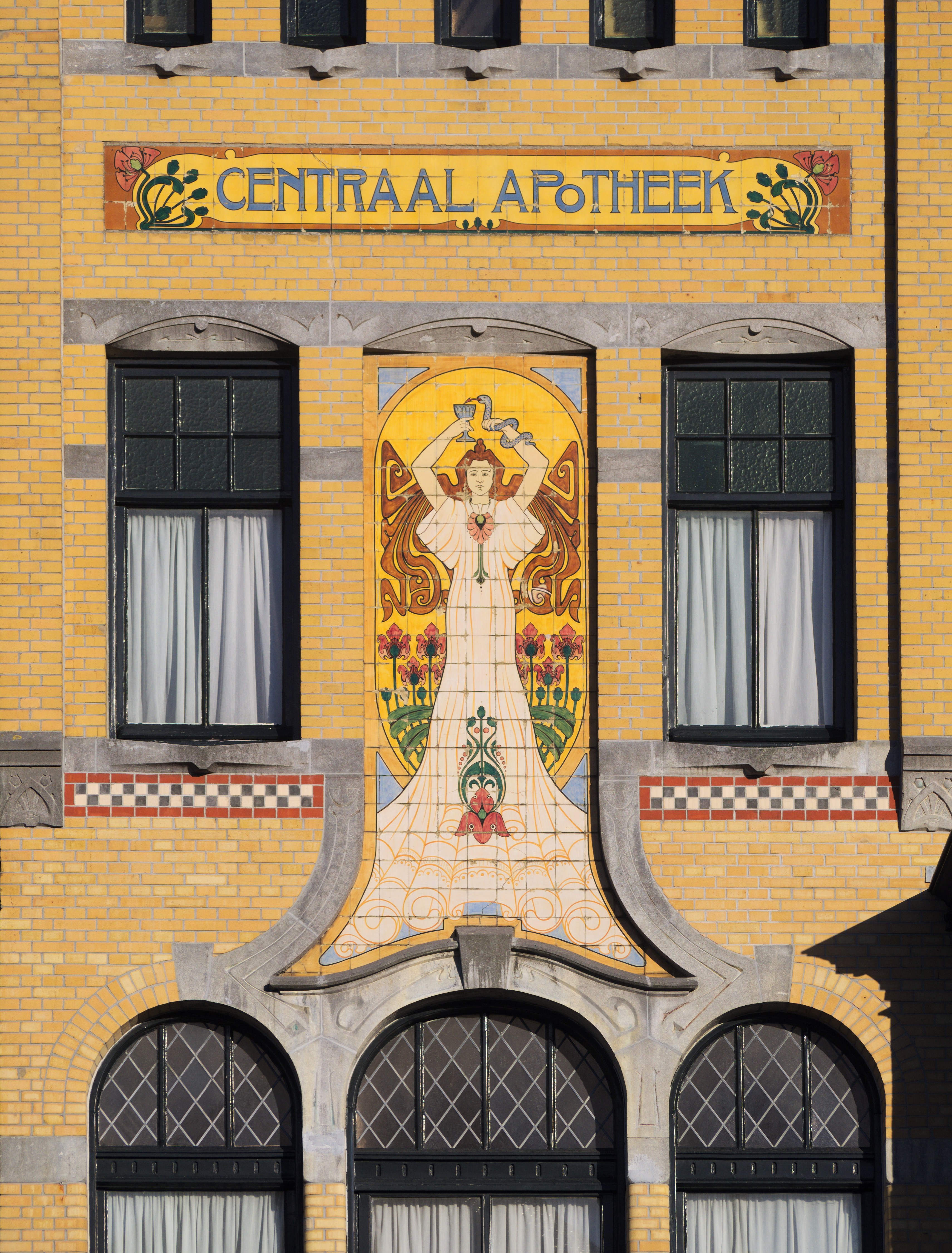
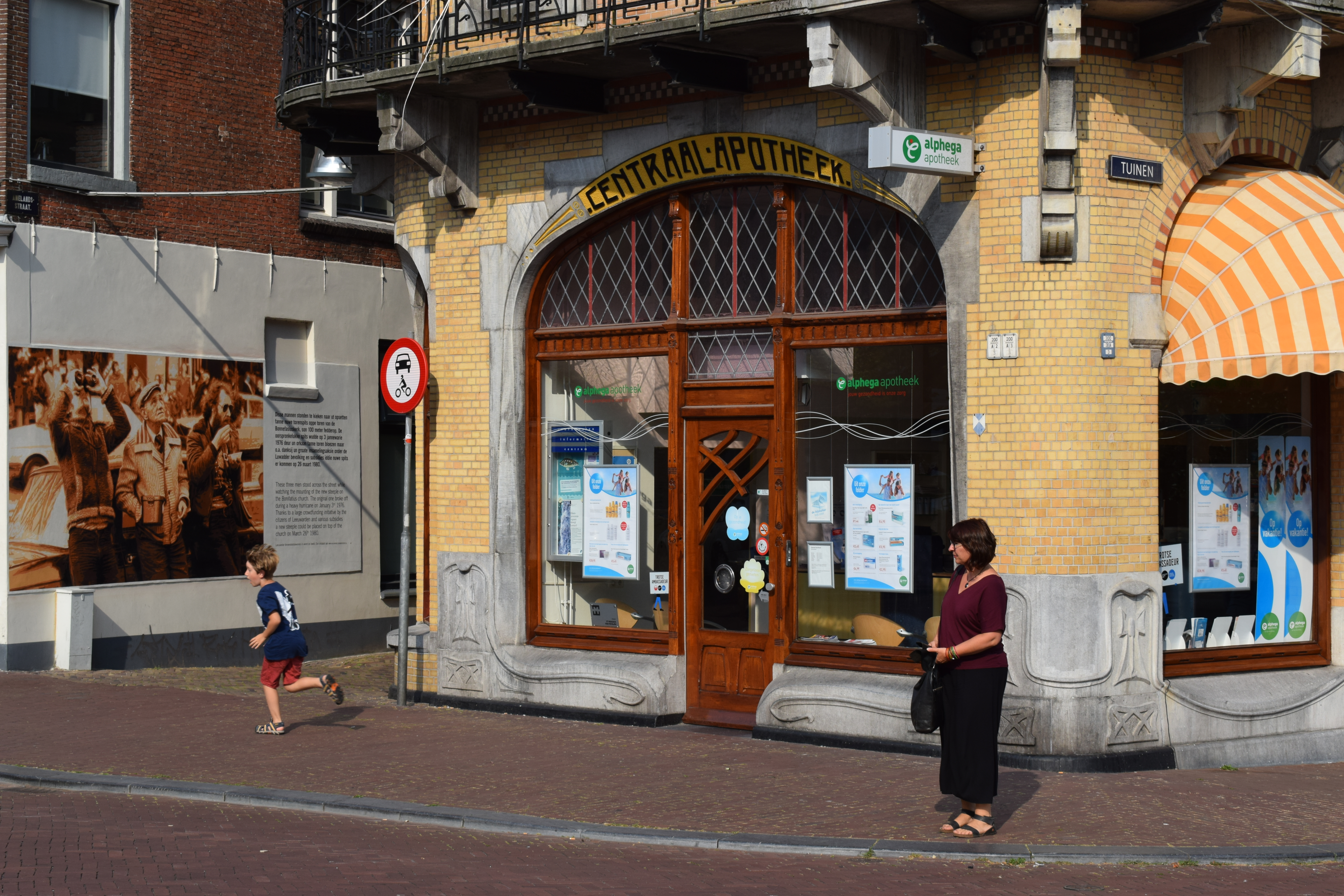
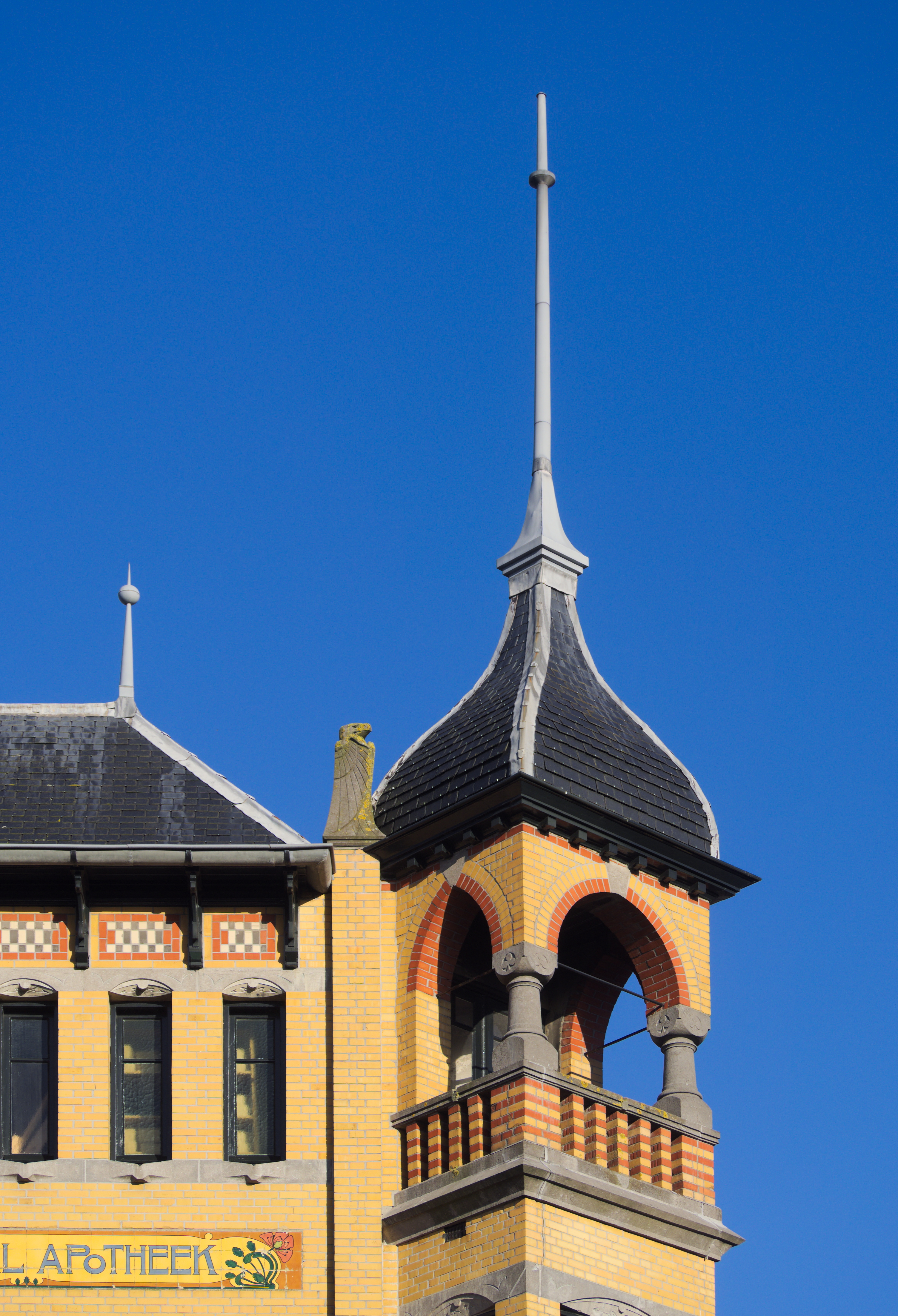